# Instytucja prawna
Instytucja prawna (też instytucja prawa) – pewna idea, która może być wysłowiona w jakiejś normie prawnej lub wiązce (zespole) takich norm, albo paremii (maksymie, sentencji), zwłaszcza łacińskiej, jak np. domniemanie niewinności oskarżonego, obrońca procesowy, zasada nullum crimen sine lege. 
Instytucja prawna może mieć też postać/formę:
- wartości, jaką chce się chronić - jak jest na przykład w przypadku: własności prywatnej,
- celu, jaki chce się realizować - jak jest na przykład w przypadku: zasady uczciwej konkurencji,
- jakiegoś pojęcia - jak np. pojęcie winy,
- jakiegoś organu, który ma mieć pewne zadania – jak np. rzecznik praw obywatelskich (tzw. ombudsman)[1].
- jakiegoś narzędzia, np. odnoszącego się do działania politycznego i regulującego jego zasady (instytucja prawa wyborczego), np. referendum, wotum nieufności)[2].

Instytucje prawne w systemach prawnych typu civil law często znajdują odzwierciedlenie w przepisach prawa stanowionego, a w systemach prawnych typu common law również w precedensach sądowych (zwłaszcza wydanych w tzw. sprawach przewodnich – ang. leading cases).